# مامیکون گئورگیان
مامیکون هاروتیونی (آرتمی) گئورگیان (ارمنی: Մամիկոն Հարությունի (Արտեմի) Գևորգյան؛  زادهٔ ۱۷ نوامبر ۱۸۷۷ - درگذشته ۱۷ ژوئن ۱۹۶۲) نمایشنامه‌نویس، مترجم و فرهنگ‌نویس اهل ارمنستان بود.

## زندگی‌نامه
وی در ۲۹ نوامبر [سبک قدیمی: ۱۷ نوامبر] ۱۸۷۷ در کلکی به دنیا آمد و از مدرسه اسقفی آگولیس، آموزشگاه لازاریان (۱۸۹۷) و دانشکده حقوق دانشگاه دولتی مسکو (۱۹۰۱) فارغ‌التحصیل گشت. وی در تئاتر کارگری ایروان، فرهنگستان دولتی تئاتر سوندوکیان، تالار آکادمی ملی اپرا و باله آلکساندر اسپنداریان و انستیتو زبان هراچیا آچاریان فعالیت می‌کرد. وی عضو اتحادیه نویسندگان اتحاد شوروی بود وی در ۱۷ ژوئن ۱۹۶۲ در سن ۸۴ سالگی در ایروان درگذشت.

## آثار
- گیکور (فیلم ۱۹۳۴)

## یادداشت
1. ↑  Քաղաքիկ
2. ↑  բանասիրական գիտությունների թեկնածու